# Ace Cannon
Ace Cannon, eg. Johnny Cannon, född 5 maj 1934 i Grenada, Mississippi, död 6 december 2018 i Calhoun City, Mississippi, var en amerikansk saxofonist. Cannon spelade ett tag med Bill Black Combo innan han 1961 inledde en solokarriär. Han hade i början av 1960-talet hits som "Tuff", "Blues (Stay Away From Me)" och "Cotton Fields".